# Constancia (virtud)
La constancia es la prueba por la que el individuo lleva a cabo lo necesario para alcanzar las metas propuestas por sí mismo, pese a dificultades o escasez de motivación personal debido a ciertas circunstancias. La constancia sustenta el trabajo, y se puede ligar a la fuerza de voluntad, como esfuerzo para dicho fin.

## Evangelio
“Entrad por la puerta estrecha, porque es ancha la puerta y espacioso el camino que lleva a la perdición, y son muchos los que entran por él. En cambio es estrecha la puerta y angosto el camino que lleva a la vida, y son pocos los que lo encuentran.”
Mateo 7:13

“No todo el que me dice: ¡Señor, Señor! Entrará en el reino de los cielos, sino el que hace la voluntad de mi Padre que está en los cielos.”
Mateo 7:21

## Iconología
La alegoría más propia de esta virtud, es la de una mujer que abraza una columna cortada sobre una roca batida de las olas. Con la mano derecha empuña una espada dentro de un brasero encendido; alusión al hecho de Mucio Escévola y a sus pies una piedra cuadrada. 
Winckelmann es de opinión que en los monumentos antiguos no se encuentran emblemas de la constancia. Sin embargo, algunos iconologistas pretenden reconocerla en las medallas bajo el símbolo de una mujer en traje militar, casco y una pica en la mano izquierda, llevando la derecha hasta la altura del rostro, con un dedo levantado.